# Волиця (Рава-Руська міська громада)
Во́лиця (стара назва — Вільки Мазовецькі, Вілька Мазовецька) — село в Україні, у Львівському районі Львівської області.Орган місцевого самоврядування - Рава-Руська міська рада.

## Розташування
Розташоване на лівому березі річки Рата, на відстані 15 км від міста Рава-Руська і за 35 км від районного центру — міста Жовква. У Волиці розташована дерев'яна церква Святого Великомученика Димитрія Солунського (1875).
Неподалік від села розташований Волицький заказник.

## Історія
Село Волиця (Вілька Мазовецька) раніше складалось з таких присілків: Дениси, Греськи, Пироги, Руда, Шпаки, Барамури, Сідельники, Мазури, Багно, Янки, Бірок, Іванині, Сохані, Баклани, Матвії, Боднарі.

### Волиця в кінці XIXст.
«Географічний словник Королівства Польського та інших земель слов'янських» так описує село Волиця:
|  | Волиця (пол. Wólka Mazowiecka) — разом з Денисами, Греськами, Янками, Матвіями, Пирогами, Рудою і Шпаками, село в Рава-Руському повіті, 18 км на схід від повітового суду і пошти в Раві-Руській, 17 км на південний схід від повітового суду в Угневі. На південь лежить Кам'янка-Лісова, на схід Гійче, на північ Шалаші, на північний схід Хоронів і Хлівчани, на схід Пристань (село в Жовківському повіті). Вздовж південного кордону пливе Рата з заходу на схід. Сільська забудова лежить в південній частині території. Висоти становлять 218 м на півдні в долині Рати, 227 м на півночі. Підвищення становить Більша власність має орної ріллі 540, лугів і городів 350, пасовищ 62, лісу 2114 моргів; власність менша має орної ріллі 1377, лугів і городів 1354, пасовищ 359, лісу 3 морги. В 1890 році було 361 будинок, 2041 жителів в гміні, 17 будинків, 89 жителів на території двору. (1855 греко-католиків, 92 римо-католики, 176 ізраелітів, 7 інших віросповідань; 1849 русинів, 98 поляків, 182 німці). Парафія римо-католицька в Раві-Руській, греко-католицька в селі, Потелицького деканату. В селі є дерев'яна церква Св. Дмитра, яка має 5 куполів, 2-х класна школа, млин, тартак, гуральня. Водяний тартак з звичайною пилою переробляє щорічно 200 м³ соснового дерева, і виробляє 120 м³ дощок. |

### ХХ сторіччя
Село належало до Равського повіту. На 01.01.1939 в селі проживало 2610 мешканців, з них 2500 українців-грекокатоликів, 70 українців-римокатоликів і 40 євреїв.

## Відомі люди
Найвизначніші уродженці села:
- Демків Микола — посол Галицького сейму у 1863—1866 роках
- Возняк Михайло Степанович — український літературознавець, історик, академік НАН України з 1929 року
- Олександр Бадан-Яворенко — український політичний діяч, історик
- Бадан Дмитро Іванович  — учений
- Голко Нестор Олександрович  — учений, володів сімома мовами
- Салітра Володимир Богданович (24.07.1989—11.07.2019) — старший солдат Збройних сил України, учасник російсько-української війни. Загинув у районі с. Тарамчук, Волноваського району, Донецької області. Поховали захисника 15.07.2019 на кладовищі в с. Волиця.